# تجربة أريانا
أريانا هو مكشاف مُقتَرح للنيوتريونات الفلكية الفيزيائية الفائقة الطاقة. يكتشف اشعاعات شيرينكوف الراديوية المتماسكة من زخات الجسيمات التي تنتجها النيوتريونات مع طاقات أعلى تصل إلى 10^17 إلكترون/فولت. سُيبنى المكشاف أريانا على الرصيف الجليدي روس آيس شيلف قبالة ساحل القارة القطبية الجنوبية، وسيغطي حوالي 900 كم^2 من مساحة السطح. يعكس سطح الماء المثلج في أسفل الرصيف الجليدي موجات الراديو، مما يشكل عند الكاشف حساسية للنيوتريونات النزولية ويُحسين حساسيته للنيوتريونات الأفقية.
ستحتوي كل محطة من محطات الكاشف أريانا على 4 إلى 8 هوائيات تبحث عن نبضات قصيرة تتراوح بين 50 ميغاهرتز و 1 غيغاهرتز للاشعاعات الراديوية من تفاعلات النيوتريونات. نُشرت مجموعة نماذج أولية تتكون من 7 محطات منذ عام 2016 كانت تعمل على أخذ البيانات.